# Rain (Mika)
Rain è un brano musicale del cantante Mika, estratto come secondo singolo per il mercato europeo dal suo secondo album in studio The Boy Who Knew Too Much. La canzone è stata prodotta e mixata da Greg Wells, e vede la partecipazione del violinista Owen Pallett.

## Il brano
Mika ha dichiarato che il testo del brano è stato ispirato da una lettera che aveva scritto ad una ex, con la quale il cantante interrompeva il rapporto. Secondo quanto dichiarato dal cantante in una intervista concessa alla rivista Q, le sonorità del brano sono di ispirazione anni ottanta, Mika cita a proposito gli ABBA e i Frankie Goes to Hollywood.
Il singolo è stato pubblicato il 23 novembre 2009 nel Regno Unito, ma a causa della scarsa promozione ha raggiunto al massimo la posizione numero 72 della Official Singles Chart, diventando il peggior piazzamento nella carriera di Mika. Meglio è andato nel resto d'Europa, riuscendo ad entrare almeno nella top 40 di Francia, Paesi Bassi, Spagna e Belgio dove ha raggiunto l'ottava posizione. In Italia il singolo, uscito al posto di Blame It On The Girls (secondo singolo ufficiale estratto da The Boy Who Knew Too Much), mai uscito ufficialmente sul mercato a causa del prolungarsi del successo del precedente We Are Golden, ha debuttato in classifica alla posizione 18.

## Il video
Il video musicale prodotto per Rain è stato girato presso la Epping Forest in Essex, ed ha debuttato online il 16 ottobre 2009. La regia del video è stata affidata a Nez Khammal. Il video è ambientato in una oscura foresta incantata, in cui Mika si sveglia e viene raggiunto da numerose creature magiche che danzano intorno a lui.

## Curiosità
Il brano fu scelto per un periodo dalla Telecom Italia per alcune campagne pubblicitarie del 2009 e 2010.

## Tracce
CD
1. Rain - 3:43
2. Poker Face (From Radio 1 Live Lounge) - 3:09
3. Rain (Seamus Haji Remix) - 3:05

French CD Single
1. Rain - 3:43
2. Rain (Acoustic Version) - 3:04

French CD Maxi Single
1. Rain - 3:43
2. Poker Face (From Radio 1 Live Lounge) - 3:09
3. Rain (Seamus Haji Big Love Remix) - 8:39
4. Rain (Benny Benassi Remix) - 6:10

iTunes Single
1. Rain - 3:43
2. Rain (Benny Benassi Remix) - 6:10
3. Rain (Seamus Haji Remix) - 3:05
4. Rain (Acoustic Version) - 3:04

## Classifiche
| Classifica (2009)      | Posizione più alta |
| ---------------------- | ------------------ |
| Australia              | 90                 |
| Belgio (Flanders)      | 5                  |
| Belgio (Wallonia)      | 3                  |
| Paesi Bassi            | 30                 |
| Francia                | 5                  |
| Euro Top 20            | 2                  |
| Germania               | 56                 |
| Italia                 | 4                  |
| Russia                 | 9                  |
| Spagna                 | 18                 |
| Svizzera               | 28                 |
| UK Airplay Chart       | 64                 |
| Official Singles Chart | 72                 |